# 守安敏久
守安 敏久（もりやす としひさ、1959年〈昭和34年〉 - ）は、日本の国文学者。岡山県出身。日本近代文学、現代演劇、映画などを専門分野とする。

## 経歴
1983年（昭和58年）に東京大学文学部国文学専修課程を卒業。1986年（昭和61年）に東京大学大学院人文科学研究科国語国文学専攻修士課程修了。1991年（平成3年）、東京大学大学院人文科学研究科国語国文学専攻博士課程単位取得退学。
大阪学院大学の講師などを経て、2009年（平成21年）より宇都宮大学教育学部の教授を務めている（2018年時点）。
日本近代文学の作家たちの中には、寺山修司、安部公房、三島由紀夫らのように、文学のみならず、演劇、ドラマ、映画など、あらゆるメディアを横断しながら創作活動を展開した作家がいるとして、そうした作家たちの各メディアでの活動を研究対象としている。
特に寺山修司に関しては堅実な研究家として知られており、主に映像作品の分析を多く行なっている。2006年（平成18年）には国際寺山修司学会より奨励賞を受賞している。

## 執筆文献
主な著書
- 『バロックの日本』（2003年）『メディア横断芸術論』（2011年）
- 『寺山修司論 バロックの大世界劇場』（2017年）など、

『バロックの日本』は、愛知県立大学助教授の山口俊雄により「他分野にわたって論じる横断的な構成が魅力」、『寺山修司論』は慶應義塾大学非常勤講師の鈴木彩により「寺山作品の豊かさを再認識できる1冊」と評価されている。
論文
- 守安敏久「寺山修司の映画『草迷宮』 : 「母探し」と「母殺し」」『宇都宮大学教育学部研究紀要. 第1部』第66号、宇都宮大学教育学部、2016年3月、21-33頁、ISSN 24238554、NAID 40020870485。
- 「〈イヴェント・レヴュー〉田中未知PRESENTS『寺山修司を 歌う 読む 語る』（スパイラルホール）」（『寺山修司研究』第8号、2015年）